# Georges Bourgeois (homme politique)
Pour les articles homonymes, voir Bourgeois et Georges Bourgeois.
Georges Bourgeois, né le 20 avril 1913 à Mulhouse et mort le 1er août 1978 dans la même ville, est un huissier de justice et homme politique français.

## Biographie
Il est né le 20 avril 1913.
Il est huissier de justice.
Il est maire de Pulversheim de 1945 à 1977.
Il est élu sénateur le 7 novembre 1948.